# محی‌الدین عیتانی
محی‌الدین عیتانی (عربی: محي الدين عبد الرزاق عيتاني; ۶ سپتامبر ۱۹۲۹ – ۵ اوت ۲۰۱۵) بازیکن فوتبال اهل لبنان بود.
وی همچنین در تیم ملی فوتبال لبنان بازی کرده‌است.